# Markus Leinfellner
Markus Leinfellner (* 13. August 1980 in Voitsberg, Steiermark) ist ein österreichischer Politiker der Freiheitlichen Partei Österreichs (FPÖ). Vom 17. Dezember 2019 bis zum 15. Juli 2024 war er vom Landtag Steiermark entsandtes Mitglied des Bundesrates, seit dem 16. Juli 2024 ist er Abgeordneter zum Nationalrat.

## Leben

### Ausbildung und Beruf
Markus Leinfellner besuchte nach der Volksschule in Voitsberg das Bundesgymnasium in Köflach und 1994/95 den ersten Jahrgang der Handelsakademie in Voitsberg. Anschließend erlernte er den Beruf des Kfz-Technikers. Nach dem Präsenzdienst 1999 erfolgte 2000/01 die Unteroffiziersausbildung an der Heeresunteroffiziersakademie und 2008 die Ausbildung zum Stabsunteroffizier. 2010 legte er die Studienberechtigungsprüfung an der Universität Graz ab, wo er ab 2013 den Universitätslehrgang Parlamentarismus und Landespolitik besuchte. Leinfellner ist bei der Militärpolizei in Graz beschäftigt (Dienstgrad Oberstabswachtmeister).

### Politik
Leinfellner ist seit 2012 FPÖ-Ortsparteiobmann in Voitsberg. Im Bezirk Voitsberg fungierte er von 2013 bis 2016 als FPÖ-Bezirksparteiobmann-Stellvertreter, 2016 wurde er FPÖ-Bezirksparteiobmann. Seit 2013 ist er Mitglied des Landesparteivorstandes und der Landesparteileitung, seit Mai 2019 ist er Mitglied des Landesparteipräsidiums und Landesparteiobmann-Stellvertreter der FPÖ Steiermark. Von 2015 bis zur Gemeinderatswahl 2020 war er Stadtrat der Stadtgemeinde Voitsberg. In der Bundesheergewerkschaft Freie Gewerkschaft Österreich (FGÖ) ist er Präsidiumsmitglied im Betriebsausschuss Militärpolizei.
Nach der Landtagswahl 2019 wurde er zu Beginn der XVIII. Gesetzgebungsperiode am 17. Dezember 2019 vom Landtag Steiermark neben Andrea-Michaela Schartel in den Bundesrat entsandt.
Im Mai 2024 sagte er bei einer Veranstaltung, dass „Menschen, die Schweinefleisch in Österreich essen, weniger dazu neigen, sich in die Luft zu sprengen“. Die Islamische Religionsgemeinde Steiermark, SPÖ und Grüne verurteilten die Äußerungen, die Partei Soziales Österreich der Zukunft (SÖZ) kündigte eine Anzeige an. Die Staatsanwaltschaft Graz stellte einen Antrag auf Aufhebung der Immunität Leinfellners. Im April 2025 bestätigte die Staatsanwaltschaft Graz die Einstellung des Ermittlungsverfahrens gegen Leinfellner.
Für die Nationalratswahl 2024 wurde er Spitzenkandidat im Regionalwahlkreis Weststeiermark. Nach der Europawahl 2024 wechselte er mit 16. Juli 2024 in den Nationalrat. Dort übernahm er das freigewordene Mandat von Petra Steger, Arnd Meißl rückte für ihn in die Länderkammer nach.